# Peniophorella capitulata
Peniophorella capitulata är en svampart som först beskrevs av Boidin & Gilles, och fick sitt nu gällande namn av K.H. Larss. 2007. Peniophorella capitulata ingår i släktet Peniophorella, klassen Agaricomycetes, divisionen basidiesvampar och riket svampar.   Inga underarter finns listade i Catalogue of Life.